# Пума (Marvel Comics)
Пу́ма (англ. Puma), настоящее имя То́мас Файрха́рт (англ. Thomas Fireheart) — вымышленный персонаж, появляющийся в американских комиксах издательства Marvel Comics.
Созданный Томом ДеФалко и Роном Френзом Пума впервые появился в The Amazing Spider-Man #256 (Сентябрь, 1984) в качестве противника супергероя Человека-паука. Несмотря на это, персонаж обладал чувством морали и справедливости, отчего в дальнейшем переосмыслил свою жизнь и стал одним из преданных союзников Человека-паука и Чёрной кошки. Файрхарт является коренным американцем, который воспитывался как воин с целью остановить некую угрозу в мировом масштабе с помощью способности, позволяющей ему превращаться в гуманоидного хищника-элурантропа. Позже он стал бизнесменом и генеральным директором «Fireheart Enterprises», а также наёмником.

## История публикаций
Пума дебютировал в The Amazing Spider-Man #256 и был создан сценаристом Томом ДеФалько и художником Роном Френцем. Источником вдохновения для персонажа послужили карты сафари, купленные Томом ДеФалко. В 1994 году планировалось выпустить спин-офф о персонаже, однако комикс так и не вышел из-за творческих разногласий.
В своих ранних появлениях Пума действовал как наёмник и выступал антагонистом Человека-паука, но вскоре проникся к нему уважением. Затем Пума стал союзником Человека-паука, несколько раз помогая ему в серии The Spectacular Spider-Man. Какое-то время Пума был связан с командой супергероев, известной как Внезаконники, а позже стал одним из главных героев ограниченной серии MODOK’s 11.

## Биография вымышленного персонажа
Томас Файрхарт — богатый бизнесмен из числа коренных американцев. Его индейское племя в Нью-Мексико разработало секретную программу, сочетающую мистицизм с контролируемым размножением, чтобы создать одного идеального воина, который будет их защитником. Воин получил прозвище Пума. Он был наёмником, которого Роза нанял для убийства Человека-паука. Пума практически одолел супергероя, однако тот был спасён благодаря вмешательству Чёрной кошки. С тех пор Пума и Человек-паук не раз сходились в поединке. В какой-то момент Пума даже противостоял Потустороннему.
Пума напал на Человека-паука, веря ложным обвинениям в том, что Человек-паук был вором. Чтобы выплатить свой долг чести, Файрхарт купил Daily Bugle только для того, чтобы улучшить общественное мнение о Человеке-пауке. В конце концов, Bugle был продан обратно Джей Джоне Джеймсону.
Во время супергеройской Гражданской войны Пума раскрыл свою личность общественности и прошёл через регистрацию сверхлюдей вместе с Чёрной кошкой, с которой на тот момент состоял в отношениях.

## Силы и способности
Пума обладает рядом сверхчеловеческих возможностей, которые являются результатом сочетания генной инженерии и мистицизма. Томас Файрхарт — последний представитель индейского племени, которого растили как идеального воина. Эта генетическая манипуляция была усилена неизвестным сверхъестественным процессом, благодаря которому его племя наделило Томаса магическими способностями.
Файрхарт претерпевает физическую трансформацию посредством интенсивной концентрации, которая включает в себя увеличение его роста и веса, его тело покрывается тонким коричневым мехом, а клыки и когти становятся острыми как бритва.
Превращение в эту форму также наделяет Файрхарта сверхчеловеческой физической кошачьей силой, скоростью, интеллектом, ловкостью, стойкостью, гибкостью, рефлексами, координацией и выносливостью, подобно настоящей пуме.
Также Пума обладает сверхчеловечески острыми чувствами. Его осязание усиливается до такой степени, что он может ощущать отпечатки чернил на листе бумаги. Его зрение и слух улучшаются аналогичным образом, что позволяет ему видеть и слышать образы и звуки, недоступные обычным людям на гораздо больших расстояниях. Кроме того, Пума обладает сверхчеловеческим обонянием, которое он использует для отслеживания цели по запаху. Ко всему прочему, Пума является выдающимся бойцом ближнего боя, прошедшим обучение во многих дисциплинах боевых искусств.

## Вне комиксов

### Телевидение
- Пума должен был появиться в так и не вышедшем 6 сезоне мультсериала «Человек-паук» 1994 года[17].
- В мультсериале «Человек-паук» 2017 года Пума является членом Дикой Стаи Серебряного Соболя. Он носит на левой руке специальную перчатку с выдвижными когтями. После сражения с Человеком-пауком и Доктором Осьминогом, Дикую стаю арестовывает полиция[18].

### Кино
- Томас Файрхарт упоминается в статье Daily Bugle, вышедшей на вирусном сайте The Daily Bugle Tumblr в рамках продвижения фильма «Новый Человек-паук. Высокое напряжение» 2014 года[19].
- Пума мог появиться в анимационном фильме «Человек-паук: Паутина вселенных» (2023)[20].

### Видеоигра
Пума является одним из боссов игры Spider-Man 2 в версиях для Game Boy Advance и PC, где его озвучил Ди Брэдли Бейкер. По сюжету, он работает на Доктора Осьминога. Пума поручает своим людям угнать машину Мэри Джейн Уотсон, чтобы разделить их с Питером Паркером. Человек-паук обнаруживает Пума на складе и, после непродолжительного сражения, преследует его по городу. Наконец, они сражаются на строительной площадке, после чего побеждённый Пума признаётся, что он должен был отвлечь внимание Человека-паука, в то время как Доктор Осьминог похитил Мэри Джейн. После этого Человек-паук привязывает Пуму паутиной к строительному крану.